# ريك كان
ريك كان (بالإنجليزية: Rick Kane)‏ هو لاعب كرة قدم أمريكية أمريكي، ولد في 12 نوفمبر 1954 في لنكن في الولايات المتحدة، وتوفي في 25 ديسمبر 2009 في رينو في الولايات المتحدة بسبب ذات الرئة.

## وصلات خارجية
- ريك كان على موقع مرجع كرة القدم المحترفة.كوم (الإنجليزية)